# Jonathan Archer
Jonathan Archer je fiktivní postava v televizním sci-fi seriálu Star Trek: Enterprise.
Jonathan Archer je legendární důstojník Hvězdné flotily a kapitán lodi Enterprise NX-01, první plnohodnotné hvězdné lodi Země. V této roli se zasloužil o rozšíření povědomí o Spojené Zemi v alfa a beta kvadrantech. Uskutečnil první kontakt s více než tuctem druhů, mj. s Klingony, Andoriany nebo druhem Xindi.
Jde o jednu z nejvýznamnějších postav mezihvězdné historie. Archerovi je připisována záchrana Země před Xindy a položení základů pro vznik Spojené federace planet. Později se stal i jedním z jejích prvních prezidentů.